# Lijst van burgemeesters van Tongelre
Dit is een lijst van burgemeesters van de voormalige Nederlandse gemeente Tongelre in de provincie Noord-Brabant. De gemeente Tongelre ging in 1920 op in de gemeente Eindhoven.
| Ambtsperiode         | Naam burgemeester                                              | Partij of stroming | Bijzonderheden            |
| -------------------- | -------------------------------------------------------------- | ------------------ | ------------------------- |
| 1810 - 1818          | jhr. Antoin Joseph Joannes Caspar de Voocht, heer van Tongelre |                    | maire/schout/burgemeester |
| 1818 - 1821          | Jean Smits                                                     |                    |                           |
| 1821 - 1847          | Jan van Kemenade                                               |                    |                           |
| 1847 - 1851          | Arnoldus Jansen                                                |                    |                           |
| 1851 - 1859          | Christiaan van den Boomen                                      |                    |                           |
| 1859 - 11 maart 1886 | Peter van de Kerkhoff (1812-1886)                              |                    | in functie overleden      |
| 1886 - 1 april 1910  | Antonie van de Ven                                             |                    |                           |
| 1910 - 1920          | Josephus Lambertus van Engeland                                |                    |                           |